# 家畜衛生学
家畜衛生学（かちくえいせいがく。英: Livestock Health）は、家畜の疾病予防や獣医疫学環境衛生・管理衛生・飼養衛生や関連法規の分野。
対して、公衆衛生学はヒトの衛生学という位置づけとなる。